# Nils Holmström (musikdirektör)
För politikern med samma namn, se: Nils Holmström (politiker)

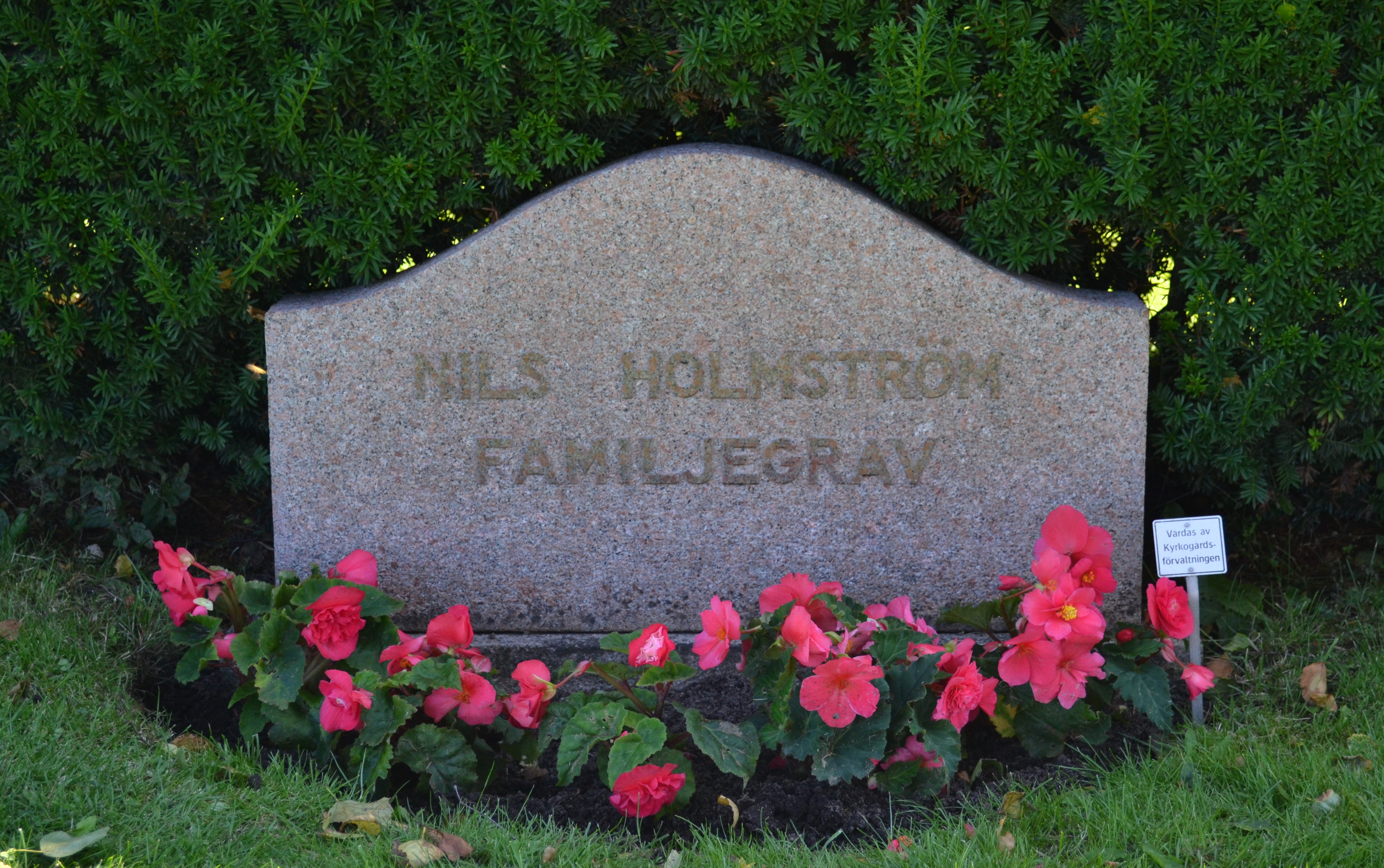
Nils Holmströms grav på S:t Jörgens kyrkogård i Varberg.

Nils Bertil Konstantin Holmström, född 12 juni 1912 i Varberg, död 22 maj 1993 i Varberg, var en svensk musikdirektör och kommunal musikledare. Han verkade under många år som dirigent för Varbergs Musiksällskap, Varbergs blåsorkester och Varbergs Kvartettsällskap. 
Nils Holmström var mångkunnig som pianist och dirigent och hade stor pedagogisk förmåga. Hans Musiklyssnarcirklar i ABF:s regi blev en institution redan under 1950-talet. För Svenska Landsbygdens Studieförbund skapade han Vad tonerna skildra, en kurs för musiklyssnare med studieplan och ordlista. 
Som ackompanjatör till sångaren Bertil Boo turnerade han under en säsong i Sveriges folkparker och konserthus. Hans mest kända kompositioner är "Vals i bris" och marschen "Blå Stinget", den sistnämnda skriven till cykelfabriken Monarks 50-årsjubileum 1958. 
Nils Holmströms övriga kompositioner, hans musiklitteratur och skivsamling överlämnades efter hans bortgång till Kommunala Musikskolan i Varberg, nu del av Kulturskolan på samma plats. 